# Sean Sherk
Sean Keith Sherk (ur. 5 sierpnia 1973 w St. Francis) – amerykański zawodnik mieszanych sztuk walki (MMA) w latach 1999-2013. Były mistrz UFC w wadze lekkiej (do 70 kg) z 2006 roku.

## Krótka biografia
Sherk urodził się w St. Francis (stan Minnesota). Jak większość młodych chłopców w USA zaczął trenować zapasy. Przez 11 lat uprawiania zapasów zanotował ponad 400 pojedynków, większość wygranych. Następnie zainteresował się boksem, muay thai i popularnym w Japonii shoot wrestlingiem. W 1994 roku zapisał się do miejscowego klubu Minnesota Martial Arts Academy prowadzonego przez Grega Nelsona.

## MMA
W mieszanych sztukach walki zadebiutował w 1999 roku na gali Dangerzone która była organizowana przez byłego mistrza UFC Dana Severna. Sherk zwyciężył pojedynek na punkty po trzech rundach. Następnie wygrał 9 walk z rzędu głównie na punkty pokonując m.in. dwukrotnie Karo Parisjana. 23 lutego 2001 roku zadebiutował w UFC, pokonując na skutek kontuzji rywala (wybity bark) Tikiego Ghosna. Do końca roku stawał do walki jeszcze sześciokrotnie walcząc na lokalnych galach oraz kilka razy na większych m.in. King of the Cage czy Pancrase. W 2002 ponownie trafił do UFC, wygrywając tamże dwa pojedynki i dostając szanse stoczenia walki o pas mistrzowski, z ówcześnie zawodnikiem numer 1 w wadze półśredniej na świecie Mattem Hughesem. Walka miała miejsce 25 kwietnia 2003 w Miami, Hughes nie dał szans Sherkowi, pokonując go zdecydowanie na punkty.
Przez kolejne dwa lata mierzył się z mało znanymi zawodnikami na lokalnych galach w Stanach. Miał również epizod w PRIDE FC w 2004 roku lecz nie zabawił długo w japońskiej organizacji, tocząc dla niej tylko jeden zwycięski pojedynek. Głównym powodem krótkiej współpracy z PRIDE była duża odległość dzieląca Japonię i USA. Sherk zdecydował się na walki w mniejszych organizacjach blisko rodzinnego domu.

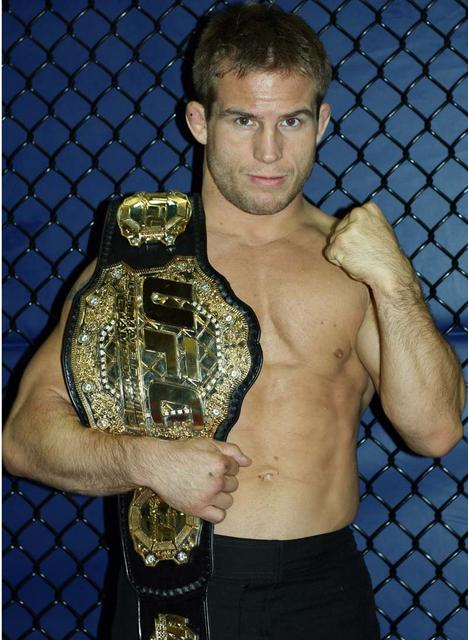
Sean Sherk z mistrzowskim pasem UFC

W 2005 roku kolejny raz związał się z Ultimate Fighting Championship. Pierwszym rywalem od powrotu okazał się Kanadyjczyk Georges St-Pierre, który zdemolował Sherka uderzeniami łokciami i pięściami. W kwietniu 2006 zwyciężył na punkty Nicka Diaza. Jeszcze w tym samym roku 14 października zdobył zwakowany 4 lata wcześniej przez Jensa Pulvera pas mistrza wagi lekkiej (do 70 kg) pokonując w mistrzowskim boju Kennego Floriana przez jednogłośną decyzję sędziów. Tytuł udało mu się obronić raz, gdy 7 lipca 2007 roku wypunktował Hermesa França, lecz po tym pojedynku okazało się, że Sherk zażywał sterydy (w próbce moczu po walce wykryto zabroniony środek Nandrolon). Z powodu pozytywnego wyniku badań antydopingowych został pozbawiony tytułu mistrzowskiego, ukarano go karą finansową w wysokości 2500 $ oraz zawieszono na rok (później skrócono mu zawieszenie do sześciu miesięcy) w stanie Kalifornia przez tamtejszą komisję.
Na początku 2008 roku zorganizowano pojedynek o zwakowany pas po Sherku który zdobył B.J. Penn. Wraz z końcem zawieszenia, zestawiono Sherka z nowym mistrzem. Sherk nie poradził sobie z Hawajczykiem po dłuższej przerwie od MMA który zafundował mu techniczny nokaut (latające kolano i ciosy pięściami). Od 2008 do 2010 stoczył tylko trzy pojedynki, dwa zwycięskie z Tysonem Griffinem i Evanem Dunhamem oraz jeden przegrany z Frankim Edgarem. Głównym powodem tak rzadkich startów były kontuzję które trapiły Amerykanina, przez nie stracił pojedynki m.in. z Gleisonem Tibau, Jimim Millerem czy Clayem Guidą. Sherk planował wrócić w 2011 roku lecz ponownie kontuzję dały o sobie znać. Rehabilitację przez następne lata nie dawały zadowalających efektów więc został zmuszony zawiesić karierę zawodniczą. 2 września 2013 roku oficjalnie zakończył czynne uprawianie sportu nie mogąc poradzić sobie z wyleczeniem starych kontuzji.

## Osiągnięcia
- 1999: Midwest MMA Championship – 1. miejsce
- 1999: Extreme Challenge 28 – 1. miejsce
- 2006-2007: mistrz UFC w wadze lekkiej